# ليان ساندرسون
ليان جوان ساندرسون (من مواليد 3 فبراير 1988) هي مذيعة ولاعبة كرة قدم إنجليزية محترفة سابقة لعبت كمهاجمة. وشاركت في 50 مباراة دولية مع منتخب إنجلترا.
على المستوى الدولي، ظهرت لأول مرة مع منتخب إنجلترا في مايو 2006. وكانت جزءًا من تشكيلة إنجلترا في كأس العالم للسيدات 2007 وبطولة أمم أوروبا للسيدات 2009. في أغسطس 2010، اشتكت ساندرسون من المعاملة غير العادلة وأعلنت أنها لن تلعب مع منتخب إنجلترا مرة أخرى تحت قيادة المدرب هوب باول. بعد أن تولى مارك سامبسون منصب المدير الفني في ديسمبر 2013، واستدعيت إلى الفريق وشاركت في كأس العالم للسيدات 2015.

## مهنة النادي

### ارسنال

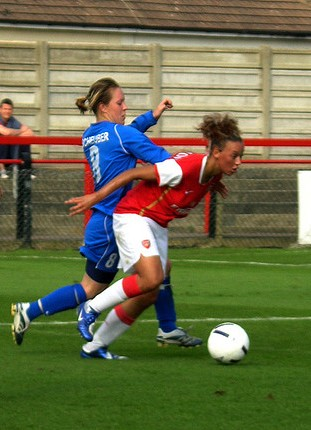
ساندرسون في أكتوبر 2006

انضمت إلى أرسنال في عام 1997 كجزء من برنامج الشباب الخاص بهم. وأول موسم كامل لها مع الفريق الأول جاء في موسم 2003-2004، وواصلت اللعب مع الفريق الأول منذ ذلك الحين. وفي نهائي كأس الاتحاد الإنجليزي للسيدات 2006، سجلت ساندرسون الهدف الخامس ضد ليدز يونايتد، واختيرت كأفضل لاعبة في المباراة.
أنهت موسم 2006–07 كأفضل هدافي أرسنال، عندما سجلت 40 هدفًا في 41 مباراة عبر أربع مسابقات، وفاز بها نادي أرسنال جميعًا. في موسم 2007–08، سجلت 51 هدفًا في 36 مباراة، بما في ذلك الهدف الثالث في نهائي كأس الاتحاد الإنجليزي للسيدات ضد ليدز يونايتد.

### التقاعد
تقاعدت من كرة القدم الاحترافية وواصلت مسيرتها المهنية في مجال الإعلام، وأصبحت محللًا ومعلقًا للعديد من المنصات.

## مهنة دولية
لعبت مع منتخب إنجلترا في فئات تحت 15 و17 و19 و21 عامًا. وفي 3 مايو 2006، استدعيت للمنتخب الإنجليزي الأول. ولعبت ضد المجر، وكانت من ضمن التشكيلة التي شاركت في تصفيات كأس العالم ضد فرنسا في سبتمبر 2006. سجلت أول هدف لها مع المنتخب الأول في في تصفيات كأس الأمم الأوروبية 2009 ضد أيرلندا الشمالية في 13 مايو 2007.

## الإنجازات
ارسنال

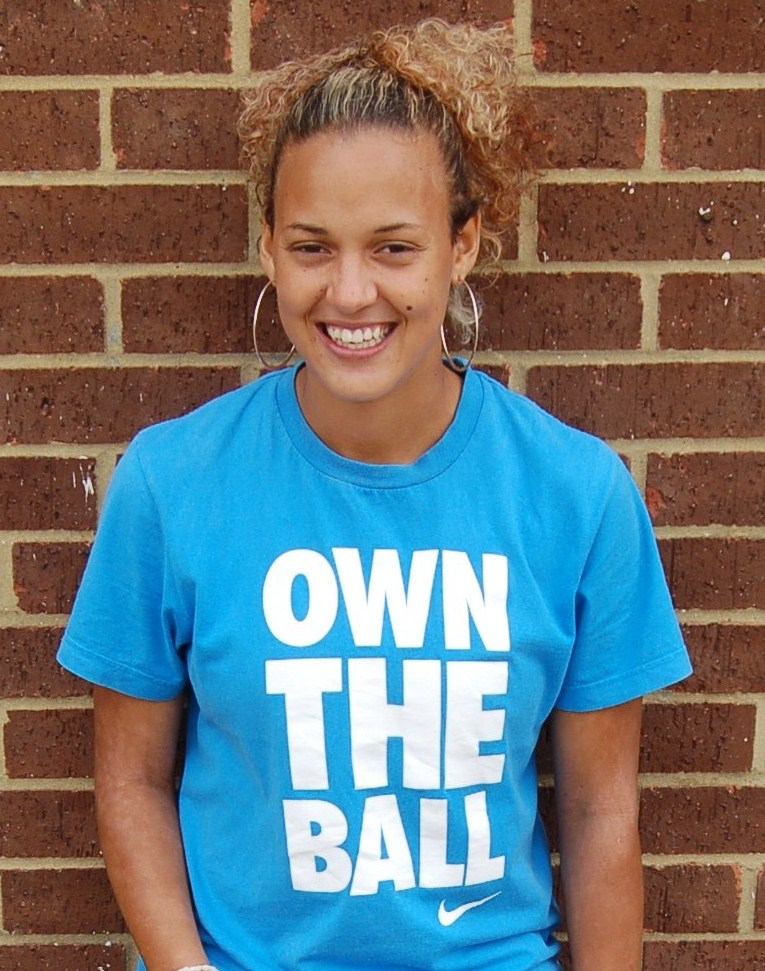
ساندرسون في عام 2009

- الدوري الإنجليزي الممتاز للسيدات القسم الوطني: 2003–04، 2004–05، 2005–06، 2006–07، 2007–08.
- كأس الاتحاد الإنجليزي للسيدات: 2003–04، 2005–06، 2006–07، 2007–08
- كأس الدوري الإنجليزي الممتاز للسيدات: 2004–05، 2006–07
- درع الاتحاد الإنجليزي لكرة القدم للسيدات: 2004–05، 2005–06
- كأس الاتحاد الأوروبي للسيدات: 2006–07

'يو'فنتوس 
- الدوري الإيطالي: 2018–19
- كأس إيطاليا: 2018–19

إنكلترا
- بطولة أوروبا للسيدات الوصيف: 2009.[12]
- كأس قبرص: 2009,[13] 2015.[14]
- كأس العالم للسيدات المركز الثالث: 2015.[15]